# Robert A. Young
Robert Anton Young III (ur. 27 listopada 1923 w Saint Louis, zm. 17 października 2007 w St. Ann) – amerykański polityk, członek Partii Demokratycznej.

## Działalność polityczna
Od 1957 do 1961 zasiadał w stanowej Izbie Reprezentantów, a od 1963 w stanowym Senacie Missouri. Następnie od 3 stycznia 1977 do 3 stycznia 1987 przez pięć kadencji był przedstawicielem 2. okręgu wyborczego w stanie Missouri w Izbie Reprezentantów Stanów Zjednoczonych.